# 윤희숙 (1970년)
윤희숙(尹喜淑, 1970년 2월 7일~)은 대한민국의 경제학자, 정치인이다. 정계 입문 이전에는 한국개발연구원에서 근무하였다. 이후 정계에 입문해 제21대 국회의원으로 재직하던 중 부친 부동산 투기 의혹으로 사퇴하였다. 본관은 파평이다.

## 생애
1970년 서울에서 1남 3녀 중 셋째로 출생해 정신여자중학교와 영동여자고등학교를 졸업하고 서울대학교 경제학과에 입학했다. 서울대학교에서 경제학 학사와 석사, 컬럼비아 대학교에서 경제학 박사 학위를 취득했다. KDI 연구위원으로 재직하며 KDI 국제정책대학원 교수, 대통령직속 국민경제자문회의 자문위원, 최저임금위원회 위원, 교육부 규제완화위원회 위원, KDI 재정복지정책연구부 부장을 역임했다. 이처럼 다양한 분야에서 연구 경력을 쌓았고, 특히 재정 및 복지 분야의 전문가로 평가된다.

### 정치 활동

#### 2020년
2020년 2월 김형오 공천관리위원장에 의해 '포퓰리즘 파이터이자 소신파 경제학자'로 소개되며 미래통합당에 경제정책 전문가로 영입되었고, 서울 서초구 갑에 출마해 62.60%의 득표율로 당선되었다. 2020년 7월 국회 본회의 자유발언 시간에 '저는 임차인입니다'로 시작하는 연설을 통해 문재인 정부와 더불어민주당이 추진하는 임대차 3법을 비판했는데, 주요 언론사들이 해당 연설을 보도하고 하루 내내 실시간 검색어에 윤희숙의 이름이 오를 정도로 화제가 되었다. 2020년 12월 국회 무제한토론에서 더불어민주당이 추진하는 국가정보원법 개정안을 '닥쳐 3법'이라 비판하며 12시간 47분 동안 쉬지 않고 반대 토론을 이어나가 대한민국 헌정 사상 최장 필리버스터 기록을 경신했다.

#### 2021년
2021년 6월, 이재명 경기도지사가 노벨경제학상 수상자 아브히지트 바네르지와 에스테르 뒤플로의 저서를 인용해 기본소득의 필요성을 강조하자, '가난한 나라의 경우에만 기본소득이 효과적이고, 선진국에서는 기본소득으로 일자리 문제를 해결할 수 있다'는 저서 원문을 소개하며 이재명 지사의 글은 저자의 발언을 왜곡하는 허위 주장이라 지적했다. 이에 이재명 지사가 '한국은 복지 후진국'이라 주장하자 '한국에는 선별적 현금지원이 바람직하다'는 뒤플로의 최근 발언을 근거로 재반박했다.
2021년 7월, '앙상한 이념으로 국민의 삶을 망치는 '탈레반'에게서 권력을 되찾겠다'고 출마의 변을 밝히며 대한민국 제20대 대통령 선거 출마를 공식적으로 선언했다. 그러나 2021년 8월 25일에 국민권익위원회의 조사 과정에서 윤희숙의 아버지 세종특별자치시 소재 토지 투기 의혹이 불거지자 국회의원직에서 자진 사퇴했다.

#### 2025년
국민의힘이 지지율 급락, 특검 수사, 혁신위 내홍 등으로 위기를 겪는 가운데, 윤희숙 위원장이 이끄는 혁신위도 당내 ‘찐윤’ 세력의 견제 속에 동력을 잃고 있으며, 전당대회를 통해 분위기 반전을 꾀하지만 인적 청산 없이 근본적인 개혁은 어렵다는 비판이 제기되고 있다.

## 학력
- 서울면목국민학교 졸업
- 정신여자중학교 졸업
- 영동여자고등학교 졸업
- 서울대학교 사회과학대학 경제학과 학사
- 서울대학교 대학원 경제학 석사
- 미국 컬럼비아대학교 대학원 경제학 박사

## 경력
- 한국개발연구원 KDI 재정복지정책연구부 부장
- 국민경제자문회의 자문위원
- 최저임금위원회 위원
- KDI 국제정책대학원 교수
- 교육부 규제심의 및 적극행정 지원위원회 위촉위원
- 2020년 4월 15일: 대한민국 제21대 국회의원 선거 당선(서울 서초구 갑, 미래통합당, 초선)
- 2020. 6.~2020. 9. 미래통합당 서울특별시당 서초구 갑 당원협의회 위원장
- 2020. 6.~2020. 9. 미래통합당 경제혁신위원회 위원장
- 2020. 9.~2021. 6. 국민의힘 경제혁신위원회 위원장
- 2020. 9.~2021 9. 국민의힘 서울특별시당 서초구 갑 당원협의회 위원장
- 국민의힘 인재영입위원회 부위원장
- 국민의힘 노동혁신특별위원회 위원
- 2021. 3.~2021. 4. 2021년 재보궐선거 국민의힘 공약개발단 민생경제팀 위원
- 2021. 3.~2021. 4. 2021년 재보궐선거 국민의힘 서울특별시장 보궐선거 선거대책위원회 정책특별본부 서울부동산대책본부장
- 국민의힘 부동산투기조사위원회 위원
- 안민정책포럼 경제성장전략 분과위원회 위원
- 2021. 12.~2022. 3. 제20대 대통령 선거 국민의힘 살리는 선거대책위원회 중앙선대위 산하 위원회 내일이 기대되는 대한민국위원회 위원장
- 2022. 2.~2022. 3. 제20대 대통령 선거 국민의힘 윤석열 대통령 후보  선거대책본부 유세본부 연설의 달인 유세단 단원
- 국민의힘 중앙연수원 부원장
- 2024. 5.~ 국민의힘 서울특별시당 중구·성동구 갑 당원협의회 위원장
- 서울대학교 행정대학원 객원교수
- 2025. 1.~2025 8. 제14대 여의도연구원 원장
- 2025. 2.~2025 8. 국민의힘 경제활력민생특별위원회 위원장
- 2025. 5.~2025. 6. 제21대 대통령 선거 국민의힘 김문수 대통령 후보 공약개발단장
- 2025 7.~2025 8. 국민의힘 혁신위원회 위원장

### 의정 활동
- 2020년 5월 30일~2021년 9월 13일: 제21대 국회의원(서울 서초구 갑, 미래통합당→국민의힘, 초선)
  - 2020.07~2021.09: 제21대 국회 전반기 기획재정위원회 위원
  - 2020.07~2021.09: 서민금융활성화 및 소상공인포럼 구성의원
  - 2020.07~2021.09: 한중차세대리더포럼 구성의원
  - 2020.07~2021.09: 전환기 한국경제 포럼 공동연구책임의원
  - 2020.08~2021.09: 제21대 국회 전반기 기획재정위원회 조세소위원회 위원
  - 2020.09~2021.09: 제21대 국회 전반기 기획재정위원회 예산결산기금심사소위원회 위원

## 역대 선거 결과
|  | 62.60% |

|  | 47.38% |

## 소속 정당
| 소속 정당 | 소속 정당  | 소속 기간 | 비고      |
| --------- | ---------- | --------- | --------- |
|           | 미래통합당 | 2020      | 정계 입문 |
|           | 국민의힘   | 2020~현재 | 당명 변경 |

## 같이 보기
- 서초구 갑
- 서울 서초구의 국회의원